# Hydrosmecta delicatula
Hydrosmecta delicatula är en skalbaggsart som först beskrevs av Sharp 1869.  Hydrosmecta delicatula ingår i släktet Hydrosmecta, och familjen kortvingar. Enligt den finländska rödlistan är arten otillräckligt studerad i Finland. Arten är reproducerande i Sverige. Artens livsmiljö är parker, gårdsplaner och trädgårdar.